# Греція на літніх Олімпійських іграх 1988
Греція на літніх Олімпійських іграх 1988 була представлена 20 спортсменами в 5 видах спорту і виборола 1 медаль.

## Медалісти
| Бронза |                    |                         |
| №      | Спортсмени         | Вид спорту (дисципліна) |
| 1      | Хараламбос Холідіс | Греко-римська боротьба  |